# Île de Bocos
L' île de Bocos est une ancienne île du Sénégal, correspondant aujourd'hui à l'emplacement de l'île de Babagueye. 
Elle est, en 1638, le premier point de l'histoire de la colonisation française du Sénégal. 

## Histoire
En 1638, Thomas Lambert, un capitaine mandaté par la Compagnie du Cap-Vert et du Sénégal, fonde le premier établissement sur cette île située à environ 5 km en aval de Saint-Louis. Utilisé uniquement lors des périodes de traite, l'établissement est détruit par la mer en 1658 et est aussitôt reconstruit mais connait à diverses reprises le même sort. La Compagnie décide alors de s'implanter à Ndar et abandonne Bocos en 1659.